# Salisbury (Nou Hampshire)
Salisbury és una població dels Estats Units a l'estat de Nou Hampshire. Segons el cens del 2000 tenia 1.143 habitants.

## Demografia
Segons el cens del 2000, Salisbury tenia 1.137 habitants, 435 habitatges, i 324 famílies. La densitat de població era d'11 habitants per km².
Dels 435 habitatges en un 31,7% hi vivien nens de menys de 18 anys, en un 69% hi vivien parelles casades, en un 4,1% dones solteres, i en un 25,3% no eren unitats familiars. En el 17% dels habitatges hi vivien persones soles el 6,2% de les quals corresponia a persones de 65 anys o més que vivien soles. El nombre mitjà de persones vivint en cada habitatge era de 2,61 i el nombre mitjà de persones que vivien en cada família era de 3.
Per edats la població es repartia de la següent manera: un 24,5% tenia menys de 18 anys, un 6,1% entre 18 i 24, un 28,2% entre 25 i 44, un 31,1% de 45 a 60 i un 10% 65 anys o més.
L'edat mediana era de 40 anys. Per cada 100 dones de 18 o més anys hi havia 96,3 homes.
La renda mediana per habitatge era de 55.000$ i la renda mediana per família de 62.321$. Els homes tenien una renda mediana de 36.991$ mentre que les dones 28.462$. La renda per capita de la població era de 23.112$. Entorn del 0,6% de les famílies i l'1,9% de la població estaven per davall del llindar de pobresa.